# Agenarico
Agenarico, in latino Agenarichus, chiamato anche Serapione, (... – fl. 357) fu un re di un gau alemanno nel IV secolo.

## Biografia
Era un figlio di Mederico e nipote di Cnodomario.
Il nome Agenarico è formato dalle parole alto-tedesche antiche egin (spada) e rihhi (dominio, origine, potente, ricco, principe).
Lo storico romano Ammiano Marcellino, la nostra fonte principale, scrive su Agenarico:
(Ammiano Marcellino, Storie 16.12)
Nel 357, Agenarico guidò, insieme a suo zio Cnodomario, un esercito alemanno, venendo sconfitto nella battaglia di Argentoratum vicino a Strasburgo contro l'esercito romano sotto guidata dal cesare Giuliano.